# Twenty-foot Equivalent Unit

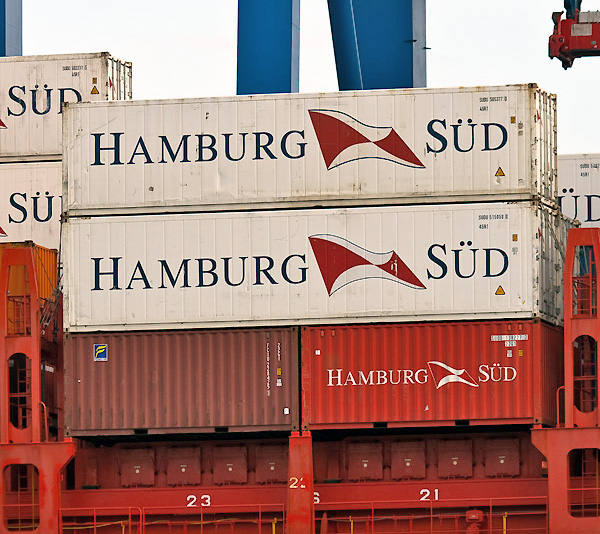
Oben 40-Fuß-ISO-Container, unten zwei 20-Fuß-ISO-Container

Twenty-foot Equivalent Unit (Abkürzung TEU, deutsch Zwanzig-Fuß-Standardcontainer) ist eine international standardisierte Einheit zur Zählung von ISO-Containern verschiedener Größen und zur Beschreibung der Ladekapazität von Schiffen und des Umschlags von Terminals beim Containertransport.
Daneben gibt es die Forty-foot Equivalent Unit (Abkürzung FEU):
- 1 TEU entspricht einem 20-Fuß-ISO-Container
- 1 FEU entspricht einem 40-Fuß-ISO-Container

Ladungstechnisch haben 2 TEU denselben Platzbedarf wie 1 FEU.
Die Maße der Container sind genormt. Ein 40-Fuß-Container ist genau 40 Fuß lang (12,192 Meter). Ein 20-Fuß-Container ist jedoch nur 19 Fuß 10½ Zoll (6,058 Meter) lang, weil zwei solche Container hintereinander so lang sein müssen wie ein 40-Fuß-Container, wobei ein Zwischenraum von 3 Zoll (7,62 cm) verbleibt.
Die Breite beträgt einheitlich 8 Fuß (2,438 Meter), die Standardhöhe 8 Fuß 6 Zoll = 8½ Fuß (2,591 Meter). Es gibt auch „High cube“ mit 290 cm. Die unterschiedlichen Höhen werden in der Einheit nicht berücksichtigt.
| TEU | ISO-Container in Fuß | Länge in Meter | Breite in Meter | Höhe in Meter                 | Max. Gesamtmasse in kg |
| --- | -------------------- | -------------- | --------------- | ----------------------------- | ---------------------- |
| 0,5 | 10                   | 02,991         | 2,438 (8 Fuß)   | 2,591 (8 Fuß 6 Zoll = 8½ Fuß) | 10.160                 |
| 1,0 | 20                   | 06,058         | 2,438 (8 Fuß)   | 2,591 (8 Fuß 6 Zoll = 8½ Fuß) | 20.320                 |
| 1,5 | 30                   | 09,125         | 2,438 (8 Fuß)   | 2,591 (8 Fuß 6 Zoll = 8½ Fuß) | 25.400                 |
| 2,0 | 40                   | 12,192         | 2,438 (8 Fuß)   | 2,591 (8 Fuß 6 Zoll = 8½ Fuß) | 30.480                 |